# Sister Act (Musical)
Sister Act – ein himmlisches Musical ist ein Musical, das auf dem gleichnamigen Film Sister Act mit Whoopi Goldberg basiert. Die Musik wurde von Alan Menken komponiert, hat aber keinen Bezug zur Filmmusik.
Die Uraufführung des Musicals fand am 24. Oktober 2006 in Pasadena (Pasadena Playhouse) im US-Bundesstaat Kalifornien statt, die Europapremiere am 2. Juni 2009 im Londoner West End (London Palladium).
Zweiter europäischer Spielort wurde das Operettenhaus in Hamburg, wo am 2. Dezember 2010 die deutschsprachige Premiere stattfand.
Ab dem 9. Dezember 2012 war das Musical in Stuttgart, ab dem 3. Dezember 2013 in Oberhausen und ab dem 6. Oktober 2016 auf Deutschlandtournee zu sehen.

## Handlung
Die wenig erfolgreiche Loungesängerin Deloris van Cartier wird Zeugin eines Mordes. Ihr verheirateter Liebhaber Curtis Shank, der ein bedeutender Mann in der Unterwelt und verantwortlich für den Mord ist, gibt seinen Gefolgsmännern den Auftrag, sie auszuschalten.
Weil Deloris die einzige Zeugin ist, wird sie nach ihrer Flucht von Lieutenant Eddie Souther als Schwester Mary Clarence gegen ihren Willen in einem Kloster versteckt. Dort hat sie jedoch erhebliche Eingewöhnungsprobleme und wird von der Mutter Oberin schließlich angewiesen, im Nonnenchor, dessen Gesangskünste nicht gerade erbaulich sind, mitzusingen. Doch Mary Clarence kann der Gruppe eine klare Struktur geben und wird Leiterin des Chores, den sie schwungvoll die Gospel der Harlem-Tradition lehrt. Das neue Programm des Chores lockt wieder viele Menschen in die Kirche. Schließlich erfährt auch der Papst von der inzwischen berühmt gewordenen Gruppe und kündigt seinen Besuch für ein Konzert an.
Doch bevor die Nonnen den Papst mit ihrem Gesang erfreuen können, gibt ein Foto in einem Zeitungsartikel Curtis den Hinweis auf den Aufenthaltsort seiner ehemaligen Geliebten. Shank und seine Helfershelfer Bones, TJ und Dinero schleichen sich als Nonnen verkleidet ins Kloster ein und versuchen Deloris zu entführen. Dank ihren Mitschwestern und Eddie Souther, der noch rechtzeitig auftaucht, können das Vorhaben gestoppt und Shank samt Helfershelfer verhaftet werden.
In der letzten Szene geben die Schwestern das erwartete Konzert für den Papst. Schwester Mary Clarence – zwar im Habit, aber ohne Schleier – verhilft dem Chor ein letztes Mal zu einem sehr erfolgreichen Auftritt.

## Spielorte
Das Stück wurde zunächst in Pasadena und Atlanta aufgeführt, schaffte es jedoch nicht an den Broadway. Danach sicherte sich Stage Entertainment die Rechte für Europa und brachte das Stück dann zunächst in London und ein Jahr später in Hamburg auf die Bühne. Daraufhin gab es am New Yorker Broadway eine überarbeitete Fassung, die sich mehr an der Version aus London und Hamburg orientierte.
Am Landestheater Linz wird das Stück ab September 2019 gezeigt, bei den Freilichtspielen Tecklenburg stand das Stück für die Spielzeit 2020 auf dem Spielplan, aufgrund der Coronapandemie wurde es jedoch erst in der Spielzeit 2022 aufgeführt.

### Bisherige Spielorte
Vereinigte Staaten:
- Pasadena: Premiere: 24. Oktober 2006, Derniere: 23. Dezember 2006
- Atlanta: Premiere: 17. Januar 2007, Derniere: 25. Februar 2007
- New York (Broadway): Premiere: 24. März 2011, Derniere: 26. August 2012
- Tournee: Premiere: 2. Oktober 2012, Derniere: 25. August 2013

 Vereinigtes Königreich:
- London: Premiere: 2. Juni 2009, Derniere: 30. Oktober 2010
- Tournee: Premiere: 26. September 2011, Derniere: 20. Oktober 2012

 Deutschland:
- Hamburg (Operettenhaus): Premiere: 2. Dezember 2010, Derniere: 26. August 2012 (720 Aufführungen)
- Stuttgart: Premiere: 9. Dezember 2012, Derniere: 25. September 2013
- Oberhausen: Premiere: 3. Dezember 2013, Derniere: 12. Februar 2015
- Tournee (Berlin, Niedernhausen, München): Premiere: 9. Oktober 2016, Derniere: 9. Juli 2017
- Bad Vilbel Burgfestspiele: Premiere: 14. Juli 2022, Derniere: 4. September 2022
- Frankfurt am Main English Theatre: Premiere: 12. November 2022, Derniere: 2. April 2023
- Hessisches Staatstheater Wiesbaden: Premiere am 4. März 2023
- Theater Ulm, Wilhelmsburg Premiere: 9. Juni 2023, Derniere: 18. Juli 2023
- Stadthalle Chemnitz: Premiere 6. April 2024, Derniere: 13. April 2024[2]
- Freilichtbühne Augsburg: Premiere 6. Juli 2024, Derniere: 27. Juli 2024
- Theaterfestspiele Vulkaneifel: Premiere: 5. September 2024, Derniere: 8. September 2024[3]
- Oberschwabenhalle Ravensburg: Premiere 14. September 2024, Derniere: 17. September 2024[4]
- Apollo-Theater Siegen, Premiere: 18. Oktober 2024, Derniere: 28. Oktober 2024[5]
- Junge Bühne Lahnstein, Premiere: 10. Mai 2025, Derniere, 15. Juni 2025

 Italien:
- Mailand: Premiere : 27. Oktober 2011, Derniere: 29. April 2012

 Österreich:
- Wien (Ronacher): Premiere: 15. September 2011, Derniere: 31. Dezember 2012
- Linz (Landestheater, Musiktheater): Premiere: 7. September 2019, Derniere: 15. Mai 2020
- Staatz (Felsenbühne Staatz): Premiere: 22. Juli 2022, Derniere: 13. August 2022

 Frankreich:
- Paris: Premiere: 20. September 2012, Derniere: 30. Juni 2013

 Niederlande:
- Den Haag: Premiere: 3. März 2013, Derniere: 10. August 2014

 Kanada:
- Montreal: Premiere: 17. Juni 2014, Derniere: 2. August 2014

 Spanien:
- Barcelona: Premiere: 24. Oktober 2014, Derniere: 10. Mai 2015
- Tournee: Premiere: 20. August 2015, Derniere: 15. Mai 2016

 Schweiz:

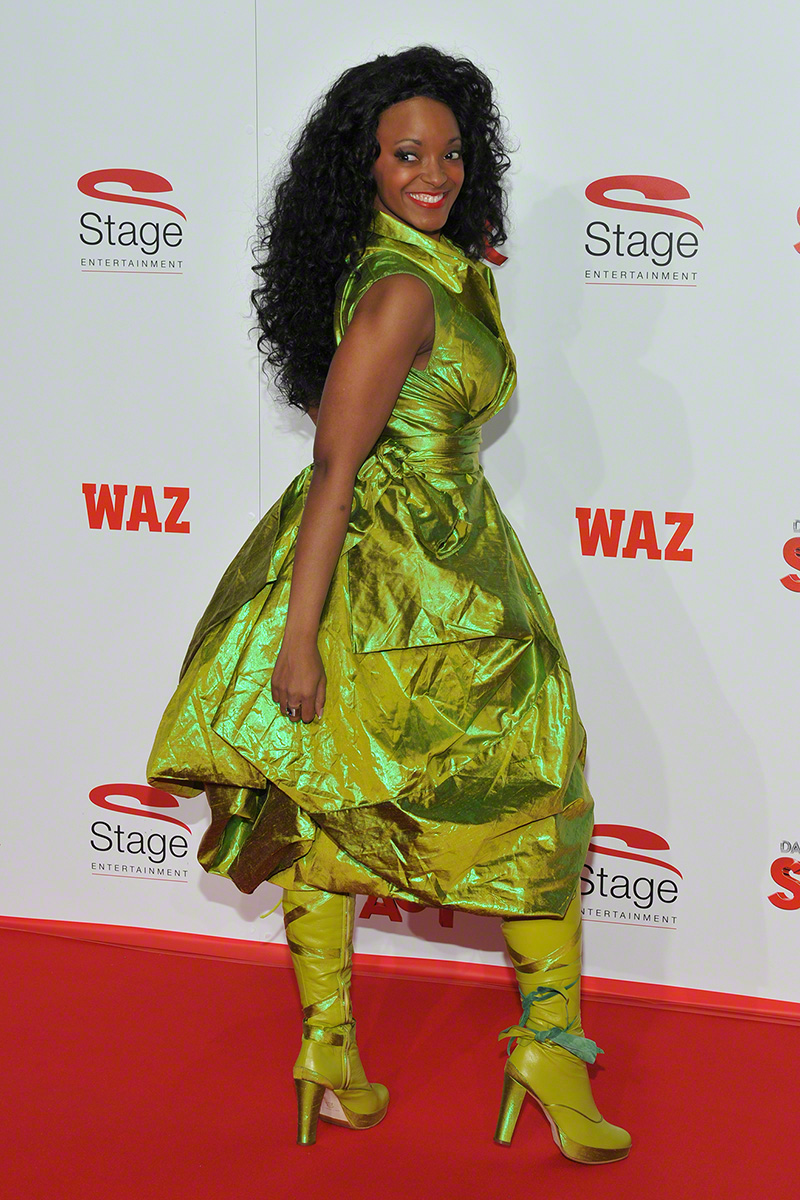
Zodwa Selele (2013)

- Emmen: Premiere: 15. Dezember 2018, Derniere: 3. Februar 2019
- Zürich: Premiere: 3. November 2022, Derniere: 26. Februar 2023
- Basel: Premiere: 6. September 2023, Derniere: 10. September 2023

## Titelliste
Für die Musicalfassung wurde neue Musik geschrieben, d. h. die aus dem Film bekannten Lieder sind nicht in der Bühnenversion vorhanden.
| Erster Akt - Prolog - Take Me to Heaven (Zeig mir den Himmel) – Deloris, KT, LaRosa & Backups - Fabulous (Fabelhaft, Baby) – Deloris, KT & LaRosa - Here Within These Walls (Hier an diesem Ort) – Mother Superior & Nuns - How I Got the Calling (Meine Offenbarung) – Deloris, Mary Patrick, Mary Lazarus, Mary Robert & Nuns (nur London & Hamburg) - Good To Be A Nun (Nonnen haben´s gut) (Neues Lied für die Shows in Wien, New York, Mailand, Paris, Stuttgart und Scheveningen) - When I Find My Baby (Ich mach sie kalt) – Shank, TJ, Bones, & Dinero - Do the Sacred Mass (Der geweihte Pfad des Herrn) – Deloris, Mary Patrick, Mary Lazarus, Mary Robert & Barflies (der Song ist seit Wien nicht mehr in der Show enthalten) - I Could Be That Guy (Tief in mir) – Eddie & Transients - Raise Your Voice (Singt hinauf zum Himmel) – Deloris, Mary Patrick, Mary Lazarus, Mary Robert & Nuns - Take Me to Heaven-Reprise (Zeig mir den Himmel – Reprise) – Monsignor Howard, Deloris, Mother Superior, Mary Patrick, Mary Lazarus, Mary Robert, Nuns & Photographers | Zweiter Akt - Sunday Morning Fever (Sonntagmorgenfieber) – Monsignor Howard, Deloris, Mother Superior, Eddie, TJ, Bones, Dinero, Nuns & Barflies - Lady in the Long Black Dress (Hey, Schwester) – TJ, Bones, & Dinero - Bless Our Show (Schütz die Show) – Deloris, Mary Patrick, Mary Lazarus, Mary Robert & Nuns - Here Within These Walls – Reprise (Hier an diesem Ort – Reprise) – Mother Superior (London und Hamburg) - Haven’t Got a Prayer (Mir bleibt wohl keine Wahl) (Neues Lied für die Aufführungen in New York, Wien, Mailand, Paris, Stuttgart und Scheveningen) - The Life I Never Led (Die Welt, die ich nie sah) – Mary Robert - Fabulous, Baby! – Reprise (Fabelhaft Baby – Reprise) – Eddie - Fabulous, Baby! – Reprise (Fabalhaft Baby – Reprise) – Deloris, Backups & Nuns - Sister Act (Sister Act) – Deloris - When I Find My Baby – Reprise (Ich mach sie kalt) – Shank - The Life I Never Led – Reprise (Die Welt, die ich nie sah – Reprise) – Mary Robert - Sister Act – Reprise (Sister Act – Reprise) – Deloris, Mother Superior, Mary Patrick, Mary Lazarus, Mary Robert & Nuns - Spread the Love Around (Lasst die Liebe rein) – Mother Superior, Deloris, Mary Patrick, Mary Lazarus, Mary Robert, Nuns & Altar Boy |

## Besetzung London
- Deloris Van Cartier: Patina Miller
- Mutter Oberin: Sheila Hancock
- Curtis Shank: Chris Jarman
- Monsignore Howard: Ian Lavender
- Eddie Souther: Ako Mitchell
- Schwester Mary Robert: Kathy Rowley Jones
- Schwester Mary Lazarus: Jacqueline Clarke
- Schwester Mary Patrick: Claire Greenway
- TJ: Thomas Goodbridge
- Bones: Nicolas Colicos
- Dinero: Ivan De Freitas

## Besetzung Deutschland
| Sister Act Deutschland              | Premierenbesetzung Hamburg (2010) | Premierenbesetzung Stuttgart (2012) | Premierenbesetzung Oberhausen (2013) | Premierenbesetzung Berlin (2016) |
| ----------------------------------- | --------------------------------- | ----------------------------------- | ------------------------------------ | -------------------------------- |
| Deloris Van Cartier                 | Zodwa Selele                      | Zodwa Selele                        | Zodwa Selele                         | Aisata Blackman                  |
| Mutter Oberin                       | Daniela Ziegler                   | Karin Schröder                      | Gudrun Schade                        | Daniela Ziegler                  |
| Curtis Shank/Curtis Jackson         | Cusch Jung                        | Daniele Nonnis                      | Mischa Mang                          | Mischa Mang                      |
| Monsignor Howard/ Monsignore O’Hara | Uwe Dreves                        | Anton Rattinger                     | Armin Dillenberger                   | Franz-Jürgen Zigelski            |
| Eddie Souther/ Eddie Fritzinger     | Mathieu Boldron                   | Gino Emnes                          | Mathieu Boldron                      | Gino Emnes                       |
| Schwester Mary Robert               | Ina Trabesinger                   | Madeleine Lauw                      | Abla Alaoui                          | Abla Alaoui                      |
| Schwester Mary Lazarus              | Sonya Martin                      | Regina Venus                        | Verena Plangger                      | Regina Venus                     |
| Schwester Mary Patrick              | Martine de Jager                  | Sonja Atlas                         | Sonja Atlas                          | Maren Somberg                    |
| TJ                                  | Dave Mandell                      | Luigi Scarano                       | Fehmi Göklü                          | Arcangelo Vigneri                |
| Bones/Joey                          | Tetje Mierendorf                  | Benjamin Eberling                   | Benjamin Eberling                    | Benjamin Eberling                |
| Dinero/Erkan/Pablo                  | Pedro Reichert                    | Fehmi Göklü                         | Terry Alfaro                         | Alessandro Pierotti              |

## Premierenbesetzung Broadway
- Deloris Van Cartier: Patina Miller
- Mutter Oberin: Victoria Clark
- Curtis Jackson: Kingsley Leggs
- Monsignor Howard: Fred Applegate
- Eddie Souther: Chester Gregory II
- Schwester Mary Robert: Marla Mindelle
- Schwester Mary Lazarus: Audrie Neenan
- Schwester Mary Patrick: Sarah Bolt
- TJ: Demond Green
- Joey: John Treacy Egan
- Pablo: Caesar Samayoa

## Premierenbesetzung Wien
- Deloris Van Cartier: Ana Milva Gomes
- Mutter Oberin: Dagmar Hellberg
- Curtis Jackson: Drew Sarich
- Eddie Fritzinger: Thada Suanduanchai
- Schwester Mary Robert: Barbara Obermeier
- Schwester Mary Lazarus: Kathy Tanner
- Schwester Mary Patrick: Sonja Atlas
- TJ: Bernhard Viktorin
- Joey: Martin Berger
- Erkan: Arcangelo Vigneri
- Monsignore O’Hara: Michael Schönborn

## Premierenbesetzung Schweiz
- Deloris Van Cartier: Sidonie Smith
- Mutter Oberin: Irène Straub
- Curtis Jackson: Aris Sas
- Eddi Fritzinger: René Siepen
- Schwester Mary Robert: Samantha Senn
- Schwester Mary Patrick: Daniela Tweesman
- TJ: Luc Steegers
- Joey: Dirk Hinzberg
- Paolo: Salvatore Marchione

Im Ensemble waren Chanelle Wyrsch, Teilnehmerin bei DSDS Staffel 14 und Tiziana Gulino, Gewinnerin von The Voice of Switzerland 2014.

## Trivia
- Am 15. und 18. April 2011 wurde die Kulisse sowie die Besetzung der Hamburger Inszenierung des Musicals in die Handlung der Serie Hand aufs Herz eingebaut. In der Serie traten die Seriendarsteller gemeinsam mit dem Ensemble auf. Zodwa Selele (Deloris) sowie Tetje Mierendorf (Bones) verkörperten sich selbst und hatten auch einige Dialoge.[6]
- Die Wiener Inszenierung des Musicals wurde mit einem 22-Mann-starken Orchester aufgeführt, dem Größten überhaupt. Dabei war diese die Einzige weltweit, bei der echte Streichinstrumente eingesetzt wurden. Es musste daher eine Sonderfassung der Orchestrierung hergestellt werden.[7]
- In der Inszenierung der Theaterfestspiele Vulkaneifel spielt Ralph Morgenstern den Monsignore O’Hara.[8]

## Auszeichnungen
2011 erhielt Patina Miller für ihre Leistung in der Broadway-Produktion den Theatre World Award. 2012 wurde die Hamburger Produktion mit dem Live Entertainment Award als beste En-Suite-Veranstaltung ausgezeichnet.

## Belege
1. ↑  Die FreilichtSpiele Tecklenburg geben ihre Produktionen 2020 bekannt. 10. Mai 2019, archiviert vom Original (nicht mehr online verfügbar) am 10. Mai 2019; abgerufen am 10. Mai 2019.  Info: Der Archivlink wurde automatisch eingesetzt und noch nicht geprüft. Bitte prüfe Original- und Archivlink gemäß Anleitung und entferne dann diesen Hinweis.
2. ↑  Studio W.M. – Werkstatt für Musik und Theater – Chemnitz – Events. Abgerufen am 10. Dezember 2023.
3. ↑  Sebastian Krolik: Theaterfestspiele Vulkaneifel. In: Theaterfestspiele Vulkaneifel. Theaterfestspiele Vulkaneifel, abgerufen am 2. März 2024.
4. ↑  Musical. Abgerufen am 4. Februar 2024 (englisch).
5. ↑  musicalzentrale.de
6. ↑  Hand aufs Herz meets Sister Act auf presseportal.de, veröffentlicht am 13. April 2011, abgerufen am 11. Februar 2013.
7. ↑  MAKING OF Sister Act Wien Teil 2. Abgerufen am 13. März 2023 (deutsch).
8. ↑  Sebastian Krolik: TV Star Ralph Morgenstern in SISTER ACT. In: Theaterfestspiele Vulkaneifel. Theaterfestspiele Vulkaneifel, abgerufen am 2. März 2024.